# Ailsa Keating
Pour les articles homonymes, voir Keating.
Ailsa Macgregor Keating est une mathématicienne spécialisée en géométrie symplectique et la symétrie miroir homologique (en). Elle est maitre de conférences au Département de Mathématiques pures et de Statistiques mathématiques de l'université de Cambridge.

## Formation et carrière
Keating a grandi à Toulouse, en France. Elle a étudié les mathématiques au Clare College de Cambridge de 2005 à 2009, obtenant une maîtrise grâce à la partie III des Tripos mathématiques (en). Elle a poursuivi des études supérieures au Massachusetts Institute of Technology, complétant sa thèse en 2014 avec la thèse intitulée Symplectic properties of Milnor fibres et supervisée par Paul Seidel.
Elle est retournée à Cambridge en tant que chercheuse junior au Trinity College en 2014, tout en effectuant des recherches postdoctorales en tant que Simons Junior Fellow à l'Université de Columbia et membre de l'Institute for Advanced Study. Elle est devenue chargée de cours à Cambridge en 2017.

## Reconnaissance
Keating est la lauréate du prix Berwick 2021 de la London Mathematical Society, pour ses recherches utilisant les retournements de Dehn (en) pour étudier les symétries des variétés symplectiques.